# Manuel Azlor
Manuel Azlor (Saragoça, 11 de novembro de 1708 - Pamplona, 22 de dezembro de 1787) foi Vice-rei de Navarra. Exerceu o vice-reinado de Navarra entre 1780 e 1787. Antes dele o cargo foi exercido por Francisco Bucareli. Seguiu-se-lhe Martín Álvarez de Sotomayor.